# Мажаєв Дмитро Сергійович
Дмитро Сергійович Мажаєв (20 листопада 1989) — член збірної дефлімпійської команди України. Триразовий чемпіон на зимових дефлімпійських іграх 2019 року. Захищає честь Сумської області. У збірній команді з 2010 року.

## Дефлімпійські нагороди

### 2019
- Чемпіонат України, масовий старт вільним стилем, 15 км — 1 місце
- Індивідуальна гонка, 5 км — 1 місце
- Гонка переслідування, 6,6 км — 1 місце
- Вільним стилем, 10 км — 1 місце

## Державні нагороди
- Орден «За заслуги» II ст. (14 березня 2024) — за досягнення високих спортивних результатів на XX зимових Дефлімпійських іграх в м. Ерзурум (Турецька Республіка), виявлені самовідданість та волю до перемоги, утвердження міжнародного авторитету України[1]
- Орден «За заслуги» III ст. (26 грудня 2019) — за досягнення високих спортивних результатів на XIX зимових Дефлімпійських іграх 2019 року в Італійській Республіці, виявлені самовідданість та волю до перемоги, утвердження міжнародного авторитету України[2]